# Tschetwert
Der Tschetwert (russisch четверть ‚Viertel‘) war ein russisches Volumen- und Getreidemaß.
Das Maß hatte regionale Unterschiede.
- Allgemein 1 Tschetwert = 10.088 Pariser Kubikzoll = 200 Liter

Zu anderen Maßen war das Verhältnis
- 1 Tschetwert = 2 Osmin/Osmina = 4 Pajock/Pajok/Poluosmina (halbe Osmina) = 8 Tschetwerik = 16 Polutschetwerik (halber Tschetwerik) = 32 Tschetwerka = 64 Garnetz = 1920 Becher[1]
- Moskau 1 Tschetwert = 9808 Pariser Kubikzoll = 194 5/9 Liter
- Nowgorod 1 Tschetwert = 14.712 Pariser Kubikzoll = 291 ¾ Liter
- Riga 1 Tschetwert = 9855 Pariser Kubikzoll = 195 2/5 Liter
  - 1 Tschetwert = 3 Lof = 1 ½ Tonnen
  - 1 Tschetwert = ¼ Okaw (üblicherweise)